# أكي كاوريسمكي
أكي كاوريسمكي (Aki Kaurismäki؛ أوريماتيلا، 4 أبريل 1957) كاتب سيناريو ومخرج سنيمائي ومنتج فنلندي.

## مسيرته
بعد دراسة وسائل الإعلام الدراسات في جامعة هلسنكي، بدأ أكي كاوريسمكي حياته المهنية كمدير مشترك للأفلام أخيه الأكبر ميكا كاوريسمكي. كان أول ظهور له كمخرج مستقل الجريمة والمعاقبة عليها (1983)، قصة دستويفسكي الشهيرة الجريمة المنصوص عليها في هلسنكي في العصر الحديث. اكتسبها في جميع أنحاء العالم مع إشعار صاحب فيلم رعاة البقر لينينغراد الذهاب أمريكا.